# Okno
Pour les articles homonymes, voir Okno.
Okno est une station de surveillance spatiale russe située à Nurak au Tadjikistan. Il est géré par les forces spatiales russes et fait partie du Centre de surveillance de l'espace extra-atmosphérique. Il est situé à 2 216 m d'altitude dans les montagnes Sanglok, une zone avec un ciel nocturne clair. Une autre installation, Okno-S, se trouve en Extrême-Orient russe.
L'installation se compose d'un certain nombre de télescopes dans des dômes et il est similaire au système américain GEODSS . Il est conçu pour la détection et l'analyse d'objets spatiaux tels que les satellites. Les concepteurs ont reçu un prix d'État russe pour la science et la technologie en 2004 .

## Histoire
L'installation d'Okno a été effectué par l'Union soviétique en 1979 avec des milliers de recrues de l'unité militaire n°14464, «Forces de construction». Toute la construction s'est arrêtée en 1992 en raison de la guerre civile au Tadjikistan. En 1999, Okno a commencé des opérations d'essai et en 2004, des missions de combat. La propriété du complexe a été transférée du Tadjikistan à la Russie en 2004 en échange de l'annulation de 242 millions USD de la dette de 299 millions USD du Tadjikistan envers la Russie.
Un système de surveillance spatiale opéré par la Russie situé au Tadjikistan, Okno-M, a atteint sa pleine capacité, ce qui le rend quatre fois plus puissant, rapporte le ministère russe de la Défense en juillet 2015. La station de surveillance a subi avec succès des tests d'état à la fin de 2014.
Lors de sa construction, certains en Occident pensaient qu'il s'agissait d'une installation laser anti-satellite militaire plutôt que d'une installation de suivi optique. En 1987, John E. Pike de la Federation of American Scientists aurait déclaré: « Que cette installation soit capable ou non d'abattre des satellites « Star Wars », elle développe très certainement le type de technologie qui pourrait éventuellement capable de les abattre. " ,,
Un complexe comme Okno figure dans le roman de Tom Clancy Le cardinal du Kremlin, basé sur une photographie satellite réelle du site. La description des installations dans ce livre correspond étroitement à sa configuration réelle mais pas à son objectif réel, puisque le livre est basé sur le fait qu'Okno est un système d’antimissile laser. L'installation est également présentée dans le jeu « Operation Flashpoint: Red River » en tant que base anti-aérienne.

## Fonction
Okno est une installation de suivi et des objets spatiaux artificiels. L'armée russe affirme qu'elle détecte automatiquement les objets à des altitudes allant jusqu'à 40 000 kilomètres (40 000 000 mètres) . Cette altitude est au-dessus de l'orbite terrestre basse et comprend des satellites en orbite terrestre moyenne, en orbite géostationnaire et certains en orbite terrestre haute . Okno ne fonctionne que la nuit et fonctionne de manière passive en captant la lumière du soleil réfléchie sur les objets . Après la modernisation de 2014, sa gamme a été augmentée à 50 000 km.